# Euelsloch
Euelsloch ist ein Ortsteil von Morsbach im Oberbergischen Kreis im südlichen Nordrhein-Westfalen innerhalb des Regierungsbezirks Köln.

## Lage und Beschreibung
In ländlicher, waldreicher Umgebung liegt Euelsloch am südlichsten Zipfel des Oberbergischen Kreises. Die Städte Gummersbach (38 km), Siegen (50 km) sowie Köln (75 km) sind in wenigen Autominuten zu erreichen.
Benachbarte Ortsteile sind Neuhöfchen im Nordwesten, Ortseifen im Osten, Hahn im Südwesten und der Morsbacher Zentralort im Süden. 

## Geschichte

### Erstnennung
1482 wurde der Ort das erste Mal urkundlich erwähnt, und zwar „Arnd Koeß zu Euelßloch ist Zeuge in einem Prozess vor dem Reichskammergericht “ 
Die Schreibweise der Erstnennung war Euelßloch.

## Freizeit

### Vereinswesen
- Dorfgemeinschaft Euelsloch

Jährlich werden Wanderungen z. B. an Fronleichnam gemacht.